# Villanueva de San Juan (kommunhuvudort)
Villanueva de San Juan är en kommunhuvudort i Spanien.   Den ligger i provinsen Provincia de Sevilla och regionen Andalusien, i den södra delen av landet, 400 km söder om huvudstaden Madrid. Villanueva de San Juan ligger 468 meter över havet och antalet invånare är 1 450.
Terrängen runt Villanueva de San Juan är huvudsakligen kuperad, men åt sydost är den platt. Terrängen runt Villanueva de San Juan sluttar norrut. Runt Villanueva de San Juan är det ganska tätbefolkat, med 93 invånare per kvadratkilometer. Närmaste större samhälle är Olvera, 15,2 km sydväst om Villanueva de San Juan. Trakten runt Villanueva de San Juan består till största delen av jordbruksmark.